# Volvo Concept Estate
La Volvo Concept Estate è una concept car prodotta dalla casa automobilistica svedese Volvo presentata in anteprima al Salone dell'automobile di Ginevra nel marzo del 2014.

## Il contesto
La Concept Estate è il terzo prototipo dopo la Volvo Concept Coupe presentata nel settembre del 2013 al salone dell'automobile di Francoforte e la Volvo XC Coupé in mostra al Salone dell'automobile di Detroit nel gennaio del 2014.
Dotata di carrozzeria di tipo shooting brake e della nuova piattaforma denominata Scalable Product Architecture (SPA) la Concept Estate prefigura il futuro modello denominato V90.